# Mawki’im
Mawki’im (hebr.: מבקיעים) – moszaw położony w samorządzie regionu Chof Aszkelon, w Dystrykcie Południowym, w Izraelu.
Leży na nadmorskiej równinie w północno-zachodniej części pustyni Negew, w otoczeniu miasta Aszkelon, moszawów Ge’a i Talme Jafe, kibuców Gewaram, Jad Mordechaj i Karmijja, oraz wioski Bat Hadar.

## Historia
Pierwotnie w miejscu tym znajdowała się arabska wioska Barbara. Podczas wojny o niepodległość w dniu 5 listopada 1948 wioska została zniszczona.
Współczesna osada została założona jako kibuc w styczniu 1949 przez zdemobilizowanych izraelskich żołnierzy, którzy wcześniej imigrowali do Izraela z Węgier. W 1954 został on przekształcony w moszaw. Nazwa nawiązuje do przełomu podczas wojny o niepodległość, do którego doszło w tym rejonie.
Po ewakuacji żydowskich osiedli ze Strefy Gazy w 2005 w moszawie osiedliło się 25 rodzin z ewakuowanego osiedla Pe'at Sadeh.
Z powodu bliskości granicy Strefy Gazy moszaw często pada ofiarą terrorystycznego ostrzału rakietowego.

## Gospodarka
Gospodarka moszawu opiera się na intensywnym rolnictwie i uprawach w szklarniach.
Firma Plumbing Marketing Ltd. produkuje elementy instalacji wodno-kanalizacyjnej, materiały ceramiczne, płytki podłogowe i wyposażenie grzewcze.

## Komunikacja
Wzdłuż wschodniej granicy moszawu przebiega droga ekspresowa nr 4  (Erez–Kefar Rosz ha-Nikra), która 1 km na północ krzyżuje się z drogą prowadzącą na zachód do portu Aszkelon.
Przy moszawie przebiega także linia kolejowa prowadząca do portu Aszkelon, trwa także budowa nowej linii kolejowej do miasta Sederot.